# Astatotilapia desfontainii
Astatotilapia desfontainii – krytycznie zagrożony wyginięciem gatunek słodkowodnej ryby okoniokształtnej z rodziny pielęgnicowatych (Cichlidae), często klasyfikowany w rodzaju Haplochromis.

## Występowanie
Gatunek ten znany jest jedynie z Tunezji i Algierii. Jest uznawany za relikt występujący w wodach stojących dawnego, nieistniejącego już szottu, pochodzący z okresu, który prawdopodobnie dobiegł końca w ostatniej epoce lodowej.
Ryba ta jest znana z pochodzących z epoki kamiennej malowideł, wskazujących na występowanie na Saharze również dużych zwierząt żyjących współcześnie tylko na sawannach Afryki Wschodniej.
Naukowy opis ryby został sporządzony na podstawie osobnika pochodzącego z okolic Kafsa w środkowej Tunezji. Stwierdzono jej występowanie w lokalnych stawach z wodą używaną do nawadniania pobliskich plantacji palm. Pod koniec XX wieku była tam gatunkiem licznym, ale do 2006 roku większość stawów została zniszczona. Odnotowano jej obecność w zbiornikach wodnych wokół Szatt al-Dżarid oraz w kilku oazach Tunezji i Algierii.

## Taksonomia
Takson został opisany naukowo w 1802 roku pod nazwą Sparus desfontainii. Holotyp zaginął.
Pozycja taksonomiczna tego gatunku na poziomie rodzaju jest nieustalona. Autorzy są zgodni, że należy do tzw. „roju” gatunków z grupy Haplochromis w obrębie „nowoczesnych Haplochromini”. Jacques Pellegrin przyjął go za typ nomenklatoryczny rodzaju Astatotilapia. Wielu autorów optuje za pozostawieniem problematycznego „roju” gatunków w obrębie Haplochromis do czasu opracowania i opublikowania wnikliwej rewizji taksonomicznej całej grupy.

## Budowa
Haplochromis desfontainii jest podobny do Astatotilapia flaviijosephi z Lewantu i do Astatotilapia burtoni z jeziora Tanganika, co sugeruje, że należy do starej ewolucyjnie linii pielęgnic. Badania DNA sugerują, że należy do głównego kladu obejmującego pielęgnice wschodnioafrykańskie i z dorzecza Nilu. Oddzielenie się linii rozwojowej A. desfontainii od „nowoczesnych Haplochromini” nastąpiło prawdopodobnie w pliocenie.
Maksymalna długość samców sięga 15 cm. Od pozostałych Astatotilapia wyróżnia go duża liczba łusek w linii bocznej: 31–33, w porównaniu do 28–30 u pozostałych. Dymorfizm płciowy jest widoczny w ubarwieniu. Samice są srebrzyste z nielicznymi ciemnymi plamami na bokach ciała, u samców widoczne są niebieskawe przebarwienia na brzusznej i bocznej części ciała oraz czerwonawe na bokach. Atrapy jajowe samców są wyraźnie widoczne, pomarańczowe, czarno obrzeżone. Liczba kręgów wynosi 31.